# مهدی نوریان
مهدی نوریان (زاده ۷ مرداد ۱۳۲۷) ادب‌پژوه ایرانی و استاد بازنشستهٔ دانشگاه اصفهان است.

## زندگی

### تولد و تحصیلات
مهدی نوریان در ۷مرداد سال ۱۳۲۷ در خانهٔ تاریخی نوریان در محله نصیر نجف‌آباد متولد شد. تحصیلات ابتدایی و متوسطه را تا اخذ دیپلم ریاضی در زادگاه خود، شهر نجف‌آباد ادامه داد. در سال ۱۳۴۵ در رشتهٔ فیزیک در دانشگاه شیراز، پذیرفته شد؛ اما از همان آغاز، تحصیل در این رشته را رها کرد و به‌دلیل علاقهٔ وافرش به ادبیات، با شرکت در آزمون ورودی دانشگاه‌ها، باوجود قبولی در رشتهٔ پزشکی، رشتهٔ ادبیات فارسی دانشگاه تهران را برای ادامه تحصیل برگزید. در سال ۱۳۵۰ مقطع کارشناسی ادبیات و دو سال بعد نیز در سال ۱۳۵۲ مقطع کارشناسی‌ارشد این رشته را در همان دانشگاه به پایان برد. پس از دو سال وقفه برای گذراندن دوران خدمت سربازی، در ۱۳۵۴ هم‌زمان با کارِ تدریس در دانشکدهٔ مکاتبه‌ای تهران، وارد مقطع دکترای ادبیات شد و در نهایت در اردیبهشت ۱۳۵۹ از رسالهٔ دکترای خود با موضوع «تصحیح دیوان اشعار مسعودسعدسلمان» در دانشگاه تهران دفاع کرد.

### استادان
در خلال این سال‌ها ضمن حضور در کلاس‌های درس بدیع‌الزمان فروزانفر و جلال‌الدین همایی، از محضر نامدارترین استادان دانشگاه تهران، همچون ایرج افشار، عباس زریابِ‌خویی، حسین خطیبی، یحیی ماهیار نوابی، بهرام فره‌وشی، احمدعلی رجائی، حسن سادات ناصری، ذبیح‌الله صفا، پرویز ناتل‌خانلری، محمدجعفر محجوب، مظاهر مصفا، عبدالحسین زرین‌کوب، سیدجعفر شهیدی، محمدعلی اسلامی‌ندوشن، مهدی محقق، احمد مهدوی دامغانی، لطفعلی صورتگر، محمدابراهیم باستانی‌پاریزی، عبدالحمید بدیع‌الزمانی سنندجی، سید جعفر سجادی، صلاح الصاوی، خلیل خطیب‌رهبر و… بهره برد و از ایشان تأثیر گرفت.

### تدریس
از سال ۱۳۵۸ به‌عنوان استاد در دانشکدهٔ ادبیات دانشگاه اصفهان مشغول‌به‌کار شد. به‌جز دانشگاه اصفهان، سابقهٔ تدریس در شعب مختلف دانشگاه آزاد (شهرکرد، نجف آباد، خوراسگان)، پیام نور و مدرسهٔ عالی قم را نیز در کارنامه خود دارد. پس از سال‌ها تدریس در این رشته، درنهایت در اسفند ۱۳۹۶ بازنشسته شد؛ اما به درخواست و خواهش دانشجویان و استادان دانشگاه، تا امروز همچنان به تدریس در دانشگاه اصفهان ادامه می‌دهد.

### فعالیت‌ها
مهدی نوریان طی سال‌ها تدریس در دانشگاه و نیز راهنمایی و مشاوره ده‌ها پایان‌نامهٔ کارشناسی‌ارشد و رسالهٔ دکتری، در کنار فعالیت‌های رسمی خود، دوره‌های متعدد شرح و تفسیر متون ادبی را به خواهش دوستداران ادبیات و فرهنگ، به‌صورت دوره‌های طولانی در داخل و خارج دانشگاه، برای عموم مردم و علاقمندان برگزار کرده‌است که برخی از این دوره‌ها همچنان ادامه دارد. حضور در این کلاس‌ها برای تمامی افراد همواره آزاد و رایگان بوده‌است. از جمله:
- برگزاری کلاس‌های شرح مثنوی مولانا در دانشکده ادبیات دانشگاه اصفهان به‌مدت سه سال. (خاتمه‌یافته)
- برگزاری شرح بوستان سعدی در کتابخانه دکتر حکیمی. (خاتمه‌یافته)
- برگزاری دوره «بر خوان خرد»: شرح منطق‌الطیر عطار. (ادامه دارد)
- برگزاری شرح خسرو و شیرین نظامی در کتابخانه دکتر حکیمی. (ادامه دارد)
- برگزاری کلاس‌های ضبط‌شدهٔ شرح حافظ، تحت‌عناوین «جام جهان‌نمای حافظ» و «درس‌گفتار حافظ‌شناسی» و نیز شرح غزل صائب در تارگاه شارح به‌همت دانشگاه علم و صنعت ایران. (ادامه دارد)
مهدی نوریان همچنین ضمن عضویت در انجمن استادان فارسی هند و انجمن ترویج زبان و ادب فارسی، طی شرکت در کنگره‌های ادبی، چندین سخنرانی ملی و بین‌المللی در داخل و خارج از کشور ارائه کرده‌است؛ از جمله در بزرگداشت رودکی در تاجیکستان، چندین سخنرانی در آلماتی قزاقستان و چندین سمینار در هندوستان و نیز در ترکیه.

## آثار

### کتاب‌ها
- از کوهسار بی‌فریاد (گزیده اشعار مسعود سعد سلمان)، تألیف، ۱۳۷۵: جامی.
- دیوان مسعود سعد، تصحیح، ۱۳۶۴: کمال.
- گزیده اشعار مسعود سعد، تألیف، انتشارات کمال.

### مقالات
- شعر صائب، محصول پیوند فرهنگی ایران و هند
- قصب نرگس یا قصب زرکش [درباره بیتی از حافظ]
- خیام و رباعی پیوسته
- برخی دشواری‌های دیوان ناصرخسرو
- حکیم ابوالقاسم فردوسی و سرو سایه‌افکن او
- خاقانی شروانی بر خوان رنگین فردوسی
- نخستینِ فکرت، پسینِ شمار
- جایگاه نظامی در ادبیات عرفانی ایران
- عاشق کتاب [درباره مسعود سعد]
- منطق‌الطیر سلیمانی کجاست؟
- آشنای غریب [درباره تصحیح مخزن‌الاسرار نظامی و شرح بهروز ثروتیان بر آن]
- شعر مسعود سعد در دیوان حافظ
- گزیده اشعار مسعود سعد سلمان[نقدی بر کتاب حسین لسان]
- حبسیه‌سرایی در ادب فارسی[نقدی بر کتاب ولی‌الله ظفری]
- بسوخت دیده ز حیرت[نقدی بر شرح حافظ حسینعلی هروی]
- قافیه‌اندیشی مولانا
- نخستین شاعران پارسی‌گوی هند و ارزش‌های ادبی و تاریخی اشعار آنان
- سخن تازه [در: رهاورد دیدار؛ دیدار و نکوداشت محمدعلی اسلامی ندوشن]
- بازگو رمزی… [تحلیل داستان شاه و کنیزک مولانا]
- تاج هدهد [در: شاخه‌های شوق؛ یادگارنامهٔ بهاءالدین خرمشاهی]